# Кюрдляр (Агдамский район)
Кюрдляр (азерб. Kürdlər) — село в административно-территориальном округе села Алимадатли Агдамского района Азербайджана.
В ходе Первой карабахской войны, в 1993 году село было занято армянскими вооружёнными силами, и до ноября 2020 года находилось под контролем непризнанной НКР. Согласно трёхстороннему заявлению о прекращении огня, 20 ноября 2020 года Агдамский район был возвращён Азербайджану.